# Svatopluk Habanec
Svatopluk Habanec (* 22. září 1969 Brno) je český fotbalový trenér a bývalý fotbalový obránce. Od začátku června 2019 byl trenérem druholigového Třince. Od sezóny 2021/2022 trénuje FC Kuřim v krajském přeboru jihomoravského kraje. Od sezóny 2022/23 trénuje zároveň FC Kuřim a FC Čebín, od podzimu 2024 se stává trenérem třetiligového klubu FK Viagem Ústí nad Labem, a v roce 2025 postupuje do druhé ligy.

## Hráčská kariéra
Začínal v brněnských Horních Heršpicích. Se Zbrojovkou Brno se stal čs. dorosteneckým mistrem 1987/88 (trenér František Harašta).
Po vojně ve Znojmě hrál jeden rok třetí ligu v Brně za Královopolskou. Poté se z jižní Moravy přesunul do severních Čech, kde hrál za FK Teplice (celkem 183 zápasy a 31 branka v první: 27 / 2, druhé: 92 / 12 a třetí (ČFL) lize: 64 / 17), FK Chomutov a B-mužstvo Teplic. V nejvyšší české lize nastoupil celkem ve 27 utkáních a dal 2 góly (oba Spartě na Letné).

### Ligová bilance
| Ročník                   | Zápasy | Góly | Minuty | Klub                |
| ------------------------ | ------ | ---- | ------ | ------------------- |
| II. ČNFL – sk. B 1990/91 | –      | –    | –      | TJ KPS Brno         |
| ČFL 1991/92              | 30     | 8    | –      | TFK VTJ Teplice     |
| ČFL 1992/93              | 34     | 9    | –      | TFK VTJ Teplice     |
| II. liga 1993/94         | 29     | 3    | –      | FK Frydrych Teplice |
| II. liga 1994/95         | 33     | 5    | –      | FK Teplice          |
| II. liga 1995/96         | 30     | 4    | –      | FK Teplice          |
| I. liga 1996/97          | 26     | 2    | 1 386  | FK Teplice          |
| ČFL 1997/98              | –      | 4    | –      | FC Chomutov         |
| ČFL 1998/99              | –      | 9    | –      | FC Chomutov         |
| ČFL 1999/00              | –      | 8    | –      | FC Chomutov         |
| II. liga 2000/01         | 28     | 11   | –      | FC Chomutov         |
| I. liga 2001/02          | 1      | 0    | 3      | FK Teplice          |
| ČFL 2001/02              | –      | 1    | –      | FK Teplice „B“      |
| CELKEM I. LIGA           | 27     | 2    | 1 389  |                     |
| CELKEM II. LIGA          | 120    | 23   | –      |                     |
| CELKEM ČFL (III. liga)   | –      | 39   | –      |                     |

## Trenérská kariéra
Svou trenérskou kariéru odstartoval jako hrající asistent v Chomutově a Teplicích. Následně vedl pět let FK Ústí nad Labem, se kterým dokázal v červnu 2010 postoupit do první ligy, což bylo potřetí v historii klubu. Tým se ale nedokázal v první lize udržet. V sezoně 2011/12 dokázal druhou ligu vyhrát, ale klubu nebylo pro nesplnění regulí FAČR umožněno první ligu hrát.
Od srpna 2012 byl trenérem moravského klubu 1. FC Slovácko, které se mu dařilo bez problémů opakovaně udržet v lize. Tým pod jeho vedením hrál atraktivní ofenzivní fotbal. V červnu 2016 v klubu skončil a převzal tým Zbrojovky Brno. Po neúspěšném začátku ligové sezóny 2017/2018 byl z funkce trenéra 21. srpna 2017 odvolán. Od začátku června 2019 byl trenérem druholigového Třince.